# The Ultimate Fighter 3 Finale
The Ultimate Fighter 3 Finale, noto anche con il nome The Ultimate Fighter: Team Ortiz vs. Team Shamrock Finale, è stato un evento di arti marziali miste tenuto dalla Ultimate Fighting Championship il 24 giugno 2006 all'Hard Rock Hotel and Casino di Las Vegas, Stati Uniti d'America.

## Retroscena
L'evento fu incentrato sulle finali della terza stagione del reality show The Ultimate Fighter: le finali dei tornei dei pesi medi e dei pesi mediomassimi videro impegnati alcuni futuri veterani della promozione come Michael Bisping, Kendall Grove e Ed Herman.
L'evento celebrò l'ingresso nella Hall of Fame da parte di Randy Couture, il lottatore più vincente nella storia della promozione essendo stato per tre volte campione dei pesi massimi e per due volte campione dei pesi mediomassimi.

## Risultati

### Card preliminare
- Incontro categoria Pesi Mediomassimi:  Mike Nickels contro  Wes Combs

Nickels sconfisse Combs per sottomissione (strangolamento da dietro) a 3:10 del primo round.
- Incontro categoria Pesi Mediomassimi:  Matt Hamill contro  Jesse Forbes

Hamill sconfisse Forbes per KO Tecnico (pugni) a 4:47 del primo round.
- Incontro categoria Pesi Medi:  Luigi Fioravanti contro  Solomon Hutcherson

Fioravanti sconfisse Hutcherson per KO (pugno) a 4:15 del primo round.
- Incontro categoria Pesi Medi:  Kalib Starnes contro  Danny Abbadi

Starnes sconfisse Abbadi per sottomissione (strangolamento da dietro) a 2:56 del primo round.
- Incontro categoria Pesi Medi:  Rory Singer contro  Ross Pointon

Singer sconfisse Pointon per sottomissione (triangolo) a 0:44 del primo round.

### Card principale
- Incontro categoria Pesi Mediomassimi:  Keith Jardine contro  Wilson Gouveia

Jardine sconfisse Gouveia per decisione unanime (29–28, 29–28, 29–28).
- Finale del torneo dei Pesi Medi TUF 3:  Kendall Grove contro  Ed Herman

Grove sconfisse Herman per decisione unanime (29–28, 29–28, 29–28) e divenne il campione del torneo dei pesi medi TUF 3.
- Finale del torneo dei Pesi Mediomassimi TUF 3:  Michael Bisping contro  Josh Haynes

Bisping sconfisse Haynes per KO tecnico (colpi) a4:14 del secondo round e divenne il campione del torneo dei pesi mediomassimi TUF 3.
- Incontro categoria Pesi Leggeri:  Kenny Florian contro  Sam Stout

Florian sconfisse Stout per sottomissione (strangolamento da dietro) a 1:46 del primo round.

## Premi
- Fight of the Night:  Kendall Grove contro  Ed Herman
- Knockout of the Night:  Luigi Fioravanti
- Submission of the Night:  Kenny Florian e  Rory Singer